# 無人區 (一戰)

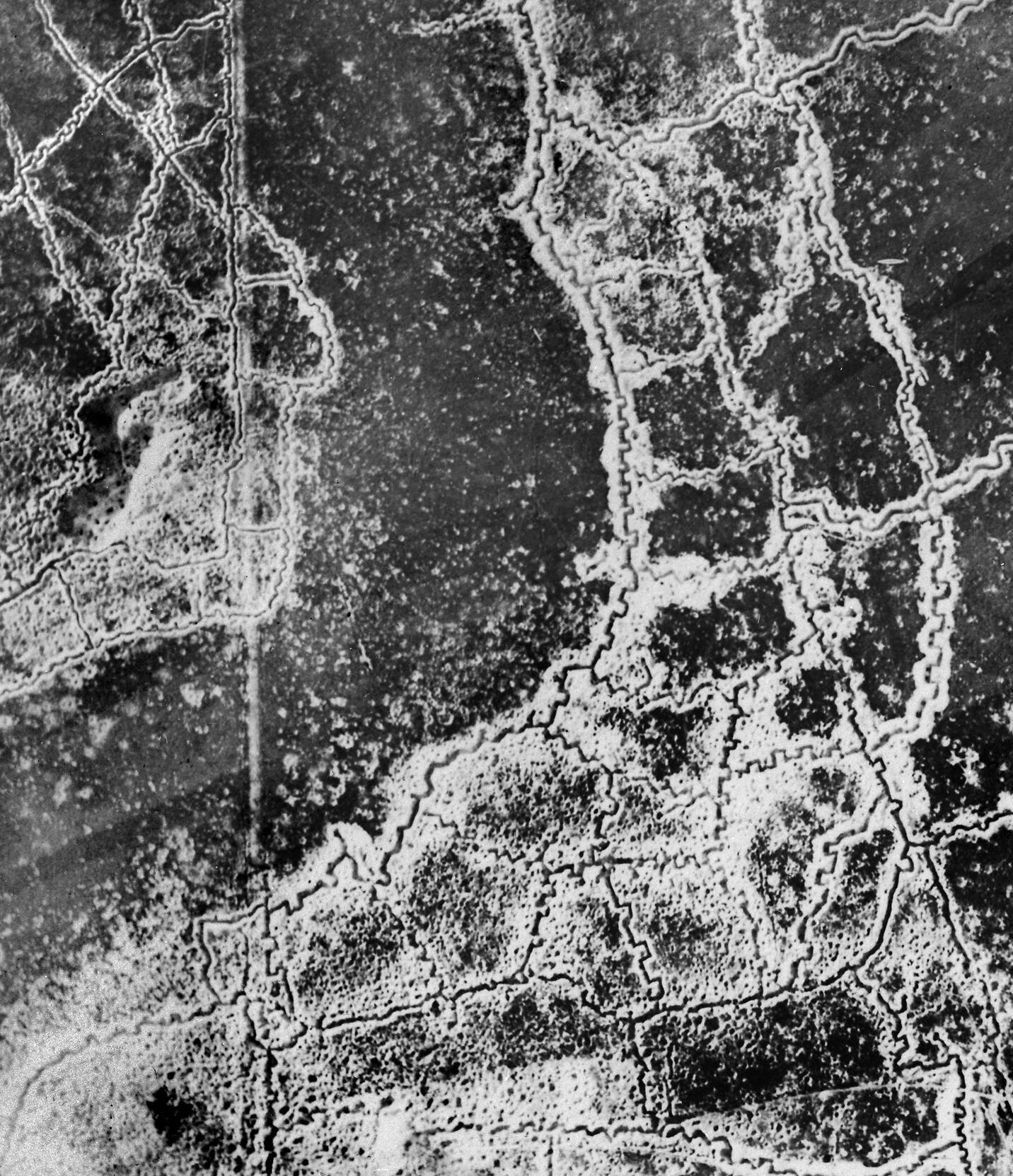
一张一战期间法国阿圖瓦的航拍照片，显示了洛斯和 於呂什之间交战双方的战壕和无人区，拍摄于 1917 年 7 月 22 日下午 19:15。右方和下方的是德国战壕，左上方的则属于英国。左边的竖线条是一条战前的路的痕迹。

無人區（英語：No man's land）是指第一次世界大戰交戰國雙方（尤指西戰場協約國與同盟國）所構築的本身戰壕與對方戰壕之間，呈現無人狀態的對峙地帶。通常在雙方發生戰鬥之前，這是一片没有人敢進入的地帶。